# 黄蓉花属
黄蓉花属（学名：Dalechampia）是大戟科下的一个属，为灌木或亚灌木植物。该属共有约110种，主要分布于巴西南部。